# ヤクプ・コーラス
ヤクプ・コーラス（英語: Yakub Kolas、ベラルーシ語: Яку́б Ко́лас、1882年11月3日（ユリウス暦 10月22日） – 1956年8月13日）は、ベラルーシの作家、白ロシア共和国人民詩人（1926年）、ベラルーシ科学アカデミー会員（1928年）のち副会長（1929年）。本名はカンスタンツィン・ミハイラヴィチ・ミツキェヴィチ（英語: Kanstantsin Mihaylavich Mitskievich、ベラルーシ語: Міцке́віч Канстанці́н Міха́йлавіч）。
彼は作品の中で、平凡なベラルーシ人小作農に対して同情的なことで有名だった。これは彼のペンネーム「コーラス」がベラルーシ語で「穀類の穂」を意味する言葉であることからも窺える。彼は詩集「Songs of Captivity」（1908年）、「Songs of Grief」（1910年）、「A New Land」（1923年）、「Simon the Musician」（1925年）などの物語や戯曲を書いた。彼の詩「The Fisherman's Hut」（1947年）はベラルーシのソビエト連邦統合後の闘争についての歌である。彼の三部作「At a Crossroads」（1954年）は革命以前のベラルーシ小作農階級と民主主義的知識階級の生活について歌っている。彼は1946年と1949年にスターリン国家賞を授与された。